# Tony Cabaça
Adão Joaquim Bango Cabaça, noto come Tony Cabaça (Luanda, 23 aprile 1986), è un calciatore angolano, Portiere del Primeiro de Agosto e della Nazionale angolana.

## Carriera

### Club
Ha sempre giocato per club angolani.

### Nazionale
Ha esordito con la Nazionale angolana nel 2019 ed ha preso parte alla Coppa d'Africa nello stesso anno.